# Allan Carlsson
Allan Carlsson   (Örebro, 8 de novembre de 1910 - Norrköping, 17 de novembre de 1983), posteriorment conegut com a Allan Ekebäck, va ser un boxejador suec que va competir durant la dècada de 1930.
El 1932 va prendre part en els Jocs Olímpics d'Estiu de Los Angeles, on guanyà la medalla de bronze de la categoria del pes ploma del programa de boxa. En el seu palmarès també destaquen quatre títols suecs, en el pes ploma el 1932 i en el pes lleuger el 1933, 1934 i 1936. No va passar al professionalisme. El seu germà Gösta també fou boxejador.